# Eugénio de Andrade
Pour les articles homonymes, voir Andrade.
 (juin 2019).
Si vous disposez d'ouvrages ou d'articles de référence ou si vous connaissez des sites web de qualité traitant du thème abordé ici, merci de compléter l'article en donnant les références utiles à sa vérifiabilité et en les liant à la section « Notes et références ».
Eugénio de Andrade, de son vrai nom José Fontinhas (Póvoa de Atalaia), né le 19 janvier 1923 à Fundão et mort le 13 juin 2005 à Porto, est considéré par de nombreux critiques et spécialistes comme l'un des poètes majeurs de langue portugaise.
Marguerite Yourcenar a dit de ses poèmes :

« Ce clavecin bien tempéré de vos poèmes. »

Claude-Michel Cluny, dans Lire, écrit pour sa part : 

« Eugénio de Andrade n'appartient à aucune filiation sinon, par affinité, aux Italiens Sandro Penna ou Pier Paolo Pasolini. Mais le Pasolini chantre virgilien moderne de ses années frioulanes, des saisons et du parfum de l'heure, de l'éclat de la jeunesse agreste joueuse et pourtant mélancolique. C'est cela qu'Andrade partage, et la tiédeur sensuelle d'un soleil antique. »

À son tour, André Velter, dans le journal Le Monde, considère que :

« Eugénio de Andrade est l’un des rares poètes portugais contemporains à avoir imposé sa singularité, à avoir traversé la galaxie Pessoa sans demeurer dans la dépendance de ce fabuleux champ d’extraction mentale. »

Eugénio de Andrade  a reçu le prix Camões de la littérature portugaise en 2001. Son œuvre a été traduite dans une dizaine de langues. 

## Biographie
Eugénio de Andrade écrivit ses premiers poèmes en 1936 et publia son Narciso (Narcisse) en 1939, à l’âge de seize ans. Après avoir vécu à Lisbonne de 1932 à 1943, il  partit pour Coimbra afin d'y accomplir son service militaire, rencontrant à cette occasion Miguel Torga et Eduardo Lourenço. Enfin, il déménagea à Porto en 1950, où il vécut le restant de sa vie, travaillant en tant qu’inspecteur au ministère de la Santé.
En 1948, après la parution  de As mãos e os frutos (Les Mains et les Fruits), il  devint célèbre dans son pays, son œuvre ayant été très bien accueillie par des critiques tels que Jorge de Sena et Vitorino Nemésio. Auteur prolifique, il publia des dizaines de livres et aborda tous les genres littéraires. De son œuvre poétique, signalons Escrita da Terra (Écrits de la terre), 1974 ; Matéria solar (Matière solaire), 1980 ; O sal da língua (Le Sel de la langue), 1995 ; et O Peso da sombra (Le Poids de l’ombre). En prose, on peut d'abord retenir Os afluentes do silêncio (1968), Rosto precário (1979) et À sombra da memória (1993). Sans oublier ses contes pour enfants : História da égua branca (1977) et Aquela nuvem e as outras (1986).
Malgré sa renommée, qui dépassait les frontières du Portugal, Eugénio de Andrade est resté un homme solitaire, fuyant les mondanités ; il expliquait ses rares apparitions publiques par « cette faiblesse du cœur qu’on appelle l’amitié ».
De son vivant, il reçut d’innombrables distinctions, parmi lesquelles le Prix de l’Association internationale des critiques littéraires (1986), le Grand Prix de poésie de l'Association portugaise des écrivains (1989) et le Prix Camões en 2001.
Il meurt le 13 juin 2005, à Porto, à la suite d’une longue maladie.

## Distinctions
- Grand-croix de l'ordre du Mérite du Portugal

## Œuvres

### Œuvres traduites en français
- Eugénio de Andrade (trad. Michel Chandeigne), Vingt-sept poèmes d'Eugénio de Andrade, La Clayette, Michel Chandeigne, 1983.
- Une Grande, une Immense Fidélité, trad. de Christian Auscher, Paris: Chandeigne, 1983.
- Eugénio de Andrade (trad. du portugais par Michel Chandeigne, Maria Antónia Câmara Manuel et Patrick Quillier, préf. Michel Chandeigne), Matière solaire, Paris, La Différence, 1986.
- Eugénio de Andrade (trad. du portugais par Michel Chandeigne, Maria Antónia Câmara Manuel et Patrick Quillier), Le poids de l’ombre, Paris, La Différence, coll. « Littérature », 1986 (ISBN 2729102264).
- Matière solaire (Matéria solar), trad. de Maria Antónia Câmara Manuel, Michel Chandeigne et Patrick Quillier, avant-propos de Michel Chandeigne, éd. bilingue, Paris: La Différence, 1986.
- Eugénio de Andrade (trad. Michel Chandeigne), Blanc sur Blanc, Paris, Éditions de la Différence, coll. « Orphée », 1988 (ISBN 9782729102944).
- Eugénio de Andrade (trad. Michel Chandeigne), Écrits de la terre, Paris, La Différence, 1988 (ISBN 2-7291-0295-7).
- Femmes en noir, trad. de Christian Auscher, postface de João Fatela, photographies de Claude Sibertin-Blanc, Paris: La Différence, 1988.
- Eugénio de Andrade (trad. Michel Chandeigne et Nicole Siganos), L’autre nom de la terre, Paris, La Différence, 1990 (ISBN 2729105344).
- Versants du regard et autres poèmes en prose, trad. de Patrick Quillier, éd. bilingue, Paris: La Différence, 1990.
- Eugénio de Andrade (trad. du portugais par Michel Chandeigne), Office de la patience, Bruxelles, Orfeu-Livraria Portuguesa, 1995.
- Eugénio de Andrade (trad. Michel Chandeigne), Le sel de la langue, Paris, Éditions de la Différence, coll. « Le fleuve et l’écho », 1999 (ISBN 2-7291-1253-7).
- Eugénio de Andrade (trad. Michel Chandeigne), À l’approche des eaux, Paris, Éditions de la Différence, 2000 (ISBN 9782729113018).
- Eugénio de Andrade (trad. Michel Chandeigne), Les lieux du feu, Chavigny, L’Escampette, 2001 (ISBN 9782914387088).
- Eugénio de Andrade (trad. Michel Chandeigne,  Patrick Quillier et Maria Antónia Câmara Manuel, préf. Patrick Quillier), Matière solaire suivi de Le Poids de l'ombre et de Blanc sur blanc, Paris, Gallimard, coll. « Poésie N°395 », 2004 (ISBN 9782070314683).
- Avec la mer d'Eugénio de Andrade